# Berzosa de Bureba
Berzosa de Bureba es una localidad y un municipio situados en la provincia de Burgos, comunidad autónoma de Castilla y León (España), comarca de La Bureba, partido judicial de Briviesca, ayuntamiento del mismo nombre.

## Geografía
Se integra en la comarca de La Bureba, situándose a 50 kilómetros de la capital provincial. Su término municipal está atravesado por la carretera N-1, en el kilómetro 289. Tiene un área de 7,84 km² con una población de 43 habitantes (INE 2007) y una densidad de 5,48 hab/km².
El relieve del municipio es predominantemente llano, contando con algunas pequeñas elevaciones y arroyos tributarios del río Matapán, que discurre por el norte del territorio. La altitud oscila entre los 713 y los 670 metros, estando el núcleo urbano a 683 metros sobre el nivel del mar. 
| Noroeste: La Vid de Bureba y Busto de Bureba | Norte: Busto de Bureba | Noreste: Busto de Bureba y Fuentebureba |
| Oeste: La Vid de Bureba                      |                        | Este: Fuentebureba                      |
| Suroeste: Grisaleña                          | Sur: Grisaleña         | Sureste: Fuentebureba                   |

## Demografía
Berzosa de Bureba cuenta con una población de 26 habitantes (INE 2024).
| Gráfica de evolución demográfica de Berzosa de Bureba entre 1842 y 2021                                               |
| |
| Población de derecho según los censos de población del INE. Población de hecho según los censos de población del INE. |

| 1991 |  | 1996 |  | 2001 |  | 2004 |
| ---- |  | ---- |  | ---- |  | ---- |
| 55   |  | 60   |  | 48   |  | 48   |

## Historia
Villa , conocida entonces como Berzosa , en la cuadrilla de La Vid, una de las siete en que se dividía la Merindad de Bureba perteneciente al partido de Bureba. jurisdicción de señorío, ejercida por Don Felipe de Cantabrana quien nombraba su regidor pedáneo.
A la caída del Antiguo Régimen queda constituida como ayuntamiento constitucional del mismo nombre en el partido Briviesca, región de Castilla la Vieja, contaba entonces con 129 habitantes.

### Descripción en el Diccionario Madoz
Así se describe a Berzosa de Bureba en el tomo IV del Diccionario geográfico-estadístico-histórico de España y sus posesiones de Ultramar, obra impulsada por Pascual Madoz a mediados del siglo XIX:

BERZOSA: villa con ayuntamiento en la provincia, diócesis, audiencia territorial y capitanía general de Burgos (8 ½), partido judicial, administración de rentas y arcedianato de Briviesca (1/4); Situada en una ladera expuesta a la influencia de todos los vientos, que hacen su clima sano, siendo las enfermedades más comunes tercianas. Consta de 70 casas de un solo piso, mal distribuidas y de fabricadas de tierra; las calles que forman son irregulares, penosas y muy sucias en el invierno; hay casa de ayuntamiento; una escuela de primeras letras, concurrida por 34 niños de ambos sexos; el maestro está dotado con 24 fanegas de trigo anuales, pagadas por los padres de los discípulos; iglesia parroquial bajo el título de la Asunción servida por 2 beneficiados y un sacristán, cuyo nombramiento corresponde al arcediano de Briviesca; y al E de la villa, una fuente de ricas aguas destinadas al riego y usos domésticos. Confina el término por N Busto; E Calzada y Grisaleña; S Quintanillabón, y O Lavid. El terreno, es de secano en su mayor parte; pasa lamiendo las casas de la población un arroyo producido de la fuente que llaman Hontoria, en término de Grisaleña, el cual unido a otros manantiales que brotan en el término, va a depositar sus aguas en el río Matapán a corta distancia de la villa; hay otros 2 arroyos bastante escasos que nacen en Grisaleña y Calzada, y también van a incorporarse al Matapán; sobre el que baja del primer punto, existe un pontón de piedra por donde pasa el camino real, y en el Matapán otro de madera muy deteriorado, que facilita la comunicación con la villa de Busto. Los caminos son carreteros, de pueblo a pueblo; y la correspondencia la recibe de la capital del partido. Producciones: trigo, cebada, avena, garbanzos, patatas, judías y hortalizas; ganado lanar y cabrío. Población: 57 vecinos, 139 almas dedicados exclusivamente a la agricultura. Capital productivo: 1.251.910 reales. Imponible: 83.628. Contribución: 3.415. El presupuesto municipal asciende a 944 reales y se cubre con los productos de propios y repartimiento entre los vecinos.
Diccionario geográfico-estadístico-histórico de España y sus posesiones de Ultramar

## Parroquia
Iglesia católica de la Asunción de Nuestra Señora, dependiente de la parroquia de Busto de Bureba en el Arcipestrazgo de Oca-Tirón, diócesis de Burgos.

## Fiestas patronales
Las fiestas no se celebran en un día fijo porque se celebran el día de la Santísima Trinidad que es variable.